# Arciom Skitau
Arciom Skitau, biał. Арцём Скітаў, ros. Артём Скитов, Artiom Skitow (ur. 21 stycznia 1991, Białoruska SRR) – białoruski piłkarz, grający na pozycji pomocnika.

## Kariera piłkarska

### Kariera klubowa
W 2009 rozpoczął karierę piłkarską w FK Witebsk.

### Kariera reprezentacyjna
Występował w młodzieżowej reprezentacji Białorusi.